# Episodi di The Investigators
La prima e unica stagione della serie televisiva The Investigators è andata in onda negli Stati Uniti dal 5 ottobre 1961 al 28 dicembre 1961 sulla CBS.
| nº | Titolo originale        | Prima TV USA     |
| -- | ----------------------- | ---------------- |
| 1  | Murder on Order         | 5 ottobre 1961   |
| 2  | The Oracle              | 12 ottobre 1961  |
| 3  | New Sound for the Blues | 19 ottobre 1961  |
| 4  | I Thee Kill             | 26 ottobre 1961  |
| 5  | Quite a Woman           | 2 novembre 1961  |
| 6  | Style of Living         | 9 novembre 1961  |
| 7  | In a Mirror, Darkly     | 16 novembre 1961 |
| 8  | De Luca                 | 23 novembre 1961 |
| 9  | Death Leaves a Tip      | 30 novembre 1961 |
| 10 | Panic Wagon             | 7 dicembre 1961  |
| 11 | The Mind's Own Fire     | 14 dicembre 1961 |
| 12 | Something for Charity   | 21 dicembre 1961 |
| 13 | The Dead End Man        | 28 dicembre 1961 |

## Murder on Order
- Prima televisiva: 5 ottobre 1961
- Diretto da: Joseph H. Lewis
- Scritto da: James Gunn

### Trama
- Guest star: Harry Lauter (John Maitland), Emerson Treacy (Peter Torres), June Dayton (Esther Glenn), Brad Dexter (Simon Montserrat), Rhonda Fleming (Madame Lucia Varrancourt), Ina Victor (Joanne), Robert Carson (Albert Stengler)

## The Oracle
- Prima televisiva: 12 ottobre 1961
- Diretto da: Joseph H. Lewis

### Trama
- Guest star: Sam Gilman, George Robotham, Frank Sully, Jennifer West, William Woodson, William Giorgio, Morgan Jones, John Williams (Joseph Lombard), Audrey Dalton (Constance Moreno), Lee Marvin (Nostradamus)

## New Sound for the Blues
- Prima televisiva: 19 ottobre 1961
- Diretto da: Joseph H. Lewis

### Trama
- Guest star: Laurie Mitchell (Candy), Joel Crothers (Ted Harper), Bill Williams, Claire Trevor (Kitty Harper)

## I Thee Kill
- Prima televisiva: 26 ottobre 1961
- Diretto da: Joseph H. Lewis

### Trama
- Guest star: Claire Griswold (Sheila Beaumont), Mickey Rooney (Jack Daley), Bill Zuckert (capitano Cochrane), Richard Rust (Martin Sterling), Raymond Bailey (Beaumont Sr.)

## Quite a Woman
- Prima televisiva: 2 novembre 1961
- Diretto da: Joseph H. Lewis

### Trama
- Guest star: Alan Mowbray (Cranshaw), Abraham Sofaer (Gregory Walden), Otto Kruger (Karl), Miriam Hopkins (Minna Carter)

## Style of Living
- Prima televisiva: 9 novembre 1961
- Diretto da: Joseph H. Lewis

### Trama
- Guest star: Gavin MacLeod (Frankie Giff), Bethel Leslie (Jessica Price), Edward Binns (Jim Corbin), Dina Merrill (Valerie Corbin), James Lanphier

## In a Mirror, Darkly
- Prima televisiva: 16 novembre 1961
- Diretto da: Joseph H. Lewis

### Trama
- Guest star: Ernest Losso (barista), Len Lesser (Puppeteer), Diana Lynn (Manan Cuchet), Harry Townes (Charles Victor), Milton Selzer (Browder), Joanna Barnes (Georgette)

## De Luca
- Prima televisiva: 23 novembre 1961
- Diretto da: Joseph H. Lewis

### Trama
- Guest star: Judi Meredith (Celeste DeLuca), Mario Alcalde (Plato Takanikos), Vito Scotti, Robert Middleton (John DeLuca)

## Death Leaves a Tip
- Prima televisiva: 30 novembre 1961
- Diretto da: Joseph H. Lewis

### Trama
- Guest star: John Lasell (Reardon), June Kenney (Polly), Nancy Rennick (Maria Jensen), Peter Leeds (Walter Keeler), Asher Dann (Clayton), Jane Wyman (Elaine)

## Panic Wagon
- Prima televisiva: 7 dicembre 1961
- Diretto da: Joseph H. Lewis

### Trama
- Guest star: Robert J. Stevenson (Frank Hill), Robert Webber (Bert Crayne), Jean Engstrom (Frieda Gregory), Albert Salmi (Del Bennit), Crahan Denton (sceriffo)

## The Mind's Own Fire
- Prima televisiva: 14 dicembre 1961
- Diretto da: Joseph H. Lewis

### Trama
- Guest star: Frank Wilcox (editore), Dennis Hopper (Adrian Brewster), Mildred Dunnock (Mrs. Brewster), James Dunn (Chief Reynolds)

## Something for Charity
- Prima televisiva: 21 dicembre 1961
- Diretto da: Joseph H. Lewis

### Trama
- Guest star: Linda Watkins (Madelaine Fowler), Robert Bailey (John Thompson), Ida Lupino (Charity Kittridge), Val Avery (Phil Bledsoe), Cal Bolder, Warren Parker (Martin Beckett)

## The Dead End Man
- Prima televisiva: 28 dicembre 1961
- Diretto da: Joseph H. Lewis

### Trama
- Guest star: William Fawcett (Poncho), Dorothy Green (Margaret Ransom), Pat Carroll (Blossom Taylor), William Challee (Eelie), Vaughn Taylor (giudice), Philip Ober (Charley Brent), Theodore Newton (Raven), James Millhollin (Mr. Pinkham), Henry Jones (Gov), Clegg Hoyt (Derelict), Dick Wessel (Stanley)